# História de Wisznice
A vila de Wisznice se localiza no leste da Polônia. Sua história remonta dos séculos X-XIII, quando a área onde hoje se situa Wisznice estava sob o domínio do estado polonês e da Rússia. A União da Polônia e a Lituânia, de 1385, determinou por vários séculos o desenvolvimento posterior dessas terras, levantou o estado de perigo na fronteira polonês-lituana. Na Idade Média, as terras localizadas em torno de Brest e Mielnik constituíam a fronteira na qual as influências das tribos eslavas ocidentais e orientais, yotvingians, jadvings, Lituânia e até Prússia se chocavam. Pesquisas e fontes arqueológicas indicam que alguns dos assentamentos existentes datam do primeiro milênio dC. Devido à sua localização na zona da fronteira, Wisznice fazia parte da Polônia, Lituânia e Rutênia por um tempo. Estas áreas foram referidas como Podlasie ("Pollexini", "Podlachia", "Podlasze"), isto é, a área de fronteira entre Mazovia, Prússia, Lituânia e Rutênia. A primeira menção da cidade vem de 1446. Wisznice obteve os direitos da cidade entre 1511 e 1579. Wisznice era um assentamento medieval com o caráter de uma vila comercial foi estabelecido no lugar da interseção de rotas locais, mas importantes, de comunicação e comerciais.
Desde o início do século XVI, Wisznice pertencia à família do magnata Sapieha e era um assentamento localizado longe das cidades maiores. Por mais de três séculos, a história de Wisznice esteve associada à família do magnata Sapieha, originária da região de Smolensk. Eles tiveram que retornar a propriedade para o reinado em 1511. Sapieha então recebeu o privilégio de estabelecer uma cidade em Kodień, onde um castelo de pedra foi construído. Então ele comprou aldeias em Podlasie e recebeu como presente privilégios reais. Além de Kodnia, Ivan Sapieha também recebeu Wisznice, Łyniew e Zabłocie.
Na segunda metade do século XVI, Wisznice se torna o centro da "propriedade de Wisznice", que consiste na cidade de Wisznice, com a praça do mercado no centro, barracas e a prefeitura, com a corte e a fazenda vizinhas, que inclui aldeias como Rowinne (Rowiny), Sadowe, Perechod (Przechód), Rozwadowe (Rozwadówka), Sosnówka, Mutwica (Motwica), Doholesie (Dołholiska), Pohorelickie (Pogorzelec), Czeputki Hackie, Zabołocie (Zabłocie), Lipnis. Então em 1579 Wisznice recebe os direitos de se tornar cidade.
Em de 1918, Wisznice era um assentamento com mais de 1.400 habitantes, onde mais de 50% da população total eram judeus. No final da década de 1920, como um assentamento com 1.470 habitantes, com um mercado preservado no centro e o traçado de várias ruas, Wisznice era um centro de intercâmbio local bastante dinâmico da Província de Włodawa Lublin. Havia um escritório da comunidade, correios, delegacia de polícia estadual, empréstimo e banco de poupança, escola pública, farmácia e sala de leitura. Em 1922, o Corpo de Bombeiros foi estabelecido na cidade. Na década de 1930, manteve-se o status como uma das 14 comunas da Província de Włodawa, com mais de 16.000 ha e mais de 10.000 habitantes. Wisznice como um assentamento tinha mais de 2.000 habitantes e 300 casas.
Em 1998 o governo do primeiro-ministro Jerzy Buzek realizou uma reforma administrativa do estado, propondo a divisão do país em 12 grandes regiões. com a criação de 16 voivodias e 373 povistas. Wisznice ficava na província de Lublin, no condado de Biała. Além de Wisznice, o município possui 15 aldeias: Curyn, Dołholiska, Dubica Dolna, Dubica Górna, Horodyszcze, Łyniew, Małgorzacin, Marylin, Polubicze Dworskie, vila Polubicze I, vila Polubicze II, Ratajewicze, Rowiny, Wisznice-Kolonia, e Wygoda .